# 東南經濟圈
大韓民國東南經濟圈（韩语：／ Namdong Imhae Gong-eop Jiyŏk），又稱南東沿岸工業地帶或東南經濟圈（英語：Greater Busan Area），是大韓民國東南沿海地區一帶，由全羅南道麗水市至慶尚北道浦項市之間所形成的海運導向型工業地帶與都市經濟集群，以出口港口、重工產業、交通節點為特色，是韓國最重要的工業走廊之一。

## 概況
本地區起始於韓國南部的麗水港，沿南海岸至釜山、蔚山，最終抵達浦項，形成「港－工業區－城市群」三位一體的帶狀經濟區。其發展始於1960年代韓國政府推行「出口導向型工業化」政策，陸續於此設立現代重工、浦項製鐵（POSCO）、韓華石化等關鍵產業設施。

## 組成城市與區域
大韓民國東南經濟圈涵蓋以下主要城市：
- 全羅南道：麗水市
- 慶尚南道：昌原市、金海市、梁山市
- 釜山廣域市
- 蔚山廣域市
- 慶尚北道：慶州市、浦項市

其中，釜山為物流與貿易中心，蔚山為汽車與石化核心，浦項為鋼鐵工業中心，構成韓國工業「東南三角樞紐」。

## 主要產業
本區為韓國傳統的重工業集中地，主要產業包含：
- 造船與海洋工程（蔚山、麗水）
- 石油化學與精煉工業（蔚山、麗水、昌原）
- 鋼鐵工業（浦項：POSCO本部）
- 汽車工業（蔚山：現代汽車總廠）
- 機械與金屬加工（釜山、昌原）

## 經濟地位
截至2020年代，該區域佔韓國工業總產值近40%、出口額超過一半以上，是韓國經濟高度依賴的核心製造業樞紐，也是韓國港口群（釜山港、蔚山港、麗水港、浦項港）最密集的區域。